# Video Genie
Video Genie (ou simplesmente Genie) foi uma série de microcomputadores produzidos em Hong Kong pela empresa EACA no início dos anos 1980. Eles eram compatíveis com os micros Tandy TRS-80 Modelo I e podem ser considerados clones, embora houvesse diferenças em hardware e software.
Embora Video Genie fosse o nome usado na Europa Ocidental, as máquinas eram vendidas sob nomes diferentes em outros países. Na Austrália e Nova Zelândia, eram conhecidos como o Dick Smith System 80 MK I (EG3003) e System 80 MK II (EG3008). Nos Estados Unidos da América, foram vendidos como PMC-80 e PMC-81. No Brasil, a Dismac vendeu clones sob os nomes D-8000 e D-8001.
No início de 1983 a EACA lançou um concorrente do TRS-80 Color Computer, o Colour Genie (não era, todavia, um clone e sim um projeto próprio).

## MicrosVideo Genie
- Video Genie System (EG3003 - primeira versão, meados de 1980)
- Video Genie System (EG3003 - segunda versão, fins de 1980)
- Genie I (EG3003 - terceira versão, fins de 1981)
- Genie II (EG3008 - fins de 1981)
- Genie III (EG3200 - meados de 1982) - equipamento semi-profissional, CP/M-compatível.

## Características
- Memória:
  - ROM: 12 KiB
  - RAM: 16 KiB–48 KiB
- Teclado: mecânico, com 54 teclas, apenas maiúsculas.
- Display: monitor de vídeo ou televisor
  - 16 X 64 texto
  - 16 X 32 texto (expandido)
  - 48 x 128 ("gráfico de baixa resolução")
- Expansão:
  - 1 slot de 50 pinos (na traseira)
  - Interface de cassete
- Armazenamento:
  - Gravador de cassete embutido no gabinete (a 500 bauds)

### Versões
- A primeira versão tinha apenas 51 teclas e não possuía as teclas CLEAR e TAB do Tandy TRS-80 Model I.
- A segunda versão corrigiu a falha do teclado, às custas da tecla SHIFT direita. Esta versão também acrescentou um VU meter e um controle de volume ao gravador cassete embutido, características muito úteis para quem tinha de carregar programas de fitas cassete.
- O Genie I (a terceira versão) apresentava caracteres em minúsculas providos por uma extensão da ROM. Esta ROM também continha um driver de teclado aperfeiçoado e um monitor de código de máquina.
- O Genie II era praticamente idêntico ao Genie mas tinha um teclado numérico reduzido com 19 teclas no lugar do gravador de cassetes embutido. O layout do teclado também foi atualizado, acrescentando-se a tecla SHIFT direita, fazendo com que o total de teclas subisse para 53+19=72. Foi projetado para uso com drive de disquetes, embora isso ainda exigisse o uso da interface EG3014 Expander.

### EG3014 Expander
A interface EG3014 Expander corresponde à Tandy TRS-80 Model I Expansion Interface. Possui uma porta de impressora Centronics e uma controladora de drives de densidade simples, para até quatro drives de face simples ou três de face dupla. Também possuía soquetes para a inserção de dois bancos de 16 KiB de RAM (viabilizando uma memória máxima de  48 KiB de RAM) e conectores para as interfaces EG3020 (RS-232) e EG3022 barramento S-100. A EG3014 também podia ser expandida com o acréscimo do kit de dupla densidade EG3021.

### EG3016 Parallel Printer Interface
Era uma interface com uma porta de impressora Centronics.